# Kapila
Kapila byl indický filozof, zakladatel sánkhjy, jedné ze šesti ortodoxních škol (daršanů) indické filosofie, byť nenapsal její ústřední text, ani nezaložil žádnou náboženskou komunitu. Vnesl do indického myšlení princip dualismu (prakrti versus puruša; zhruba: hmota, příroda versus vědomí, duše). S Kapilou je rovněž spojováno cvičení a práce "s vnitřním teplem" a patrně tudíž ovlivnil počátky jógy. Kapila je považován za myslitele hinduistického, ale hlásí se k němu i buddhisté, možná ovlivnil i první fázi vývoje buddhismu. Kapila je postava nicméně zčásti legendární, není známo datum jeho narození, uvádí se většinou, že žil v šestém nebo sedmém století př. n. l. a různé hinduistické texty mu propůjčují řadu rysů mytologické postavy, například schopnost spálit tisíce lidí na popel, božský původ, že byl vtělením Višny apod.